# (11120) Pancaldi
(11120) Pancaldi est un astéroïde de la ceinture principale.

## Description
(11120) Pancaldi est un astéroïde de la ceinture principale. Il fut découvert le 17 août 1996 à Bologne par l'observatoire San Vittore. Il présente une orbite caractérisée par un demi-grand axe de 2,29 UA, une excentricité de 0,09 et une inclinaison de 3,1° par rapport à l'écliptique.

## Compléments